# کمیل (فیلم ۲۰۰۸)
«کمیل» (انگلیسی: Camille (2008 film)) یک فیلم است که در سال ۲۰۰۸ منتشر شد.

## بازیگران
- جیمز فرانکو
- سینا میلر
- دیوید کارادین
- اسکات گلن
- اد لاوتر
- مارک ویلسون